# Lý Huỳnh
Lý Huỳnh (tên thật: Giuse Đaminh Lý Kim Tuyền, 24 tháng 2 năm 1942 – 22 tháng 10 năm 2020) là một võ sư Việt Nam từng được xếp vào nhóm "Nam Kỳ tứ tú" (4 ngôi sao sáng xứ Nam Kỳ) ở miền Nam Việt Nam trước 1975. Ông nổi tiếng với chiêu "Liên hoàn bát cước" (Tung người đá 8 cước trên không) và từng thách đấu công khai với huyền thoại võ thuật Lý Tiểu Long.
Ông là võ sư chưởng môn của lò võ Huỳnh Tiền có danh tiếng ở Sài Gòn từ thời Chiến tranh Đông Dương và Chiến tranh Việt Nam, từng đào tạo ra nhiều võ sĩ thượng đài với các võ sĩ người Pháp, người Mỹ, người Thái, người Miên, người da đen. Ông cũng đồng thời là một diễn viên và nhà sản xuất điện ảnh, được nhà nước Việt Nam phong tặng danh hiệu Nghệ sĩ Nhân dân.
Ông là cha của Lý Hùng, diễn viên võ thuật và nghệ sĩ danh tiếng trong thời kỳ xã hội hóa tư nhân hóa điện ảnh.
Lý Huỳnh là một tín hữu Công giáo Rôma, ông có tên thánh là Giuse Đa Minh.

## Nghiệp võ
Lý Huỳnh sinh ngày 24 tháng 2 năm 1942 tại huyện Bình Minh, tỉnh Vĩnh Long, trong một gia đình người Hoa giỏi võ. Ngoài việc học võ với cha, Lý Huỳnh còn học võ Thiếu Lâm, võ cổ truyền Tây Sơn Bình Định, và Quyền Anh với các võ sư Hai Yến, Huỳnh Đạt Dân, Huỳnh Tiền.
Từ năm 1957 đến 1964, Lý Huỳnh thượng đài 6 trận về Quyền Anh và thắng 3 trận, trong đó có trận đấm ngã đối thủ Lyauté Francoise, võ sĩ da đen vô địch quân đội Pháp và các trận thắng võ sĩ nổi tiếng Anh Thạch, Mạch Trung Phương vô địch 6 tỉnh miền Trung.
Năm 1965, ông bắt đầu mở trường dạy võ, và từ đây đã đào tạo nhiều võ sĩ giỏi với tên gọi bắt đầu bằng hai từ "Lý Huỳnh", như: Lý Huỳnh Cường, Lý Huỳnh Yến v.v.
Do những đóng góp trong sự nghiệp đào tạo, Lý Huỳnh đã được Tổng nha Thanh niên (thuộc Bộ Văn hóa Giáo dục và Thanh niên của Việt Nam Cộng hòa) tặng bằng danh dự cho thành tích "đào tạo nhiều võ sĩ ưu tú cho làng đấm Việt Nam" cùng với ba võ sư: Từ Thiện Hồ Văn Lành, Nguyễn Xuân Bình và Trần Xil, và từ đó giới võ thuật gọi bốn võ sư nhận phần thưởng của Tổng nha Thanh niên là "Tứ Tú" (bốn ngôi sao) nối tiếp xứng đáng cho "Tam Nhật" (Hàn Bái, Ba Cát, Bảy Mùa) và "Tam Nguyệt" (Trương Thanh Đăng, Quách Văn Kế, Vũ Bá Oai).
Năm 1973, ông công khai thách đấu với Lý Tiểu Long trên truyền hình, sự kiện này được báo chí Việt Nam và Hồng Kông đưa tin, tuy nhiên Lý Tiểu Long chưa kịp nhận lời thì đã qua đời sau đó không lâu.

## Diễn viên điện ảnh
Từ năm 1972 đến năm 1989, Lý Huỳnh tham gia đóng phim Việt Nam và trở thành người Việt đầu tiên đưa võ vào điện ảnh Việt Nam thành công. Lý Huỳnh quan niệm rằng đóng phim võ thuật không có nghĩa là chỉ biểu diễn các màn võ đơn điệu, mà diễn viên còn phải biết đi sâu vào tính cách, tâm lý nhân vật. Bởi vậy, trước khi diễn ông luôn nghiên cứu kỹ tính cách nhân vật, quan sát những mẫu người thật ở ngoài đời, hoà trộn với bản ngã, tài năng để làm vai diễn trở nên sống động. Các bộ phim có sự tham gia của Lý Huỳnh mở đầu với Long hổ sát đấu và sau đó là Quái nữ Việt Quyền Đạo, Báu kiếm rửa hận thù, Hải vụ 709 v.v.
Lý Huỳnh cũng đồng thời tham gia liên kết sản xuất phim khá thành công.
Những năm cuối đời, tuy tuổi tác đã lớn, hằng ngày ông vẫn tập dưỡng sinh tại công viên Đầm Sen, giao việc phim ảnh lại cho hai con là Lý Hùng và Lý Hương.

## Qua đời
Ông mất vào ngày 22 tháng 10 năm 2020 tại nhà riêng ở thành phố Hồ Chí Minh, vì tuổi cao, sức yếu và vì nhiều chứng bệnh.
Tang lễ của ông được tổ chức vào trưa ngày 22 tháng 10 năm 2020 tại Nhà tang lễ Bộ Quốc Phòng Thành phố Hồ Chí Minh. Đến ngày trưa 24 tháng 10 năm 2020, linh cữu của ông được đi an táng tại Nghĩa trang Phúc An Viên, Quận 9, Thành phố Hồ Chí Minh.

## Gia đình
- Vợ: Đoàn Thị Nguyên (Bà Lan)
- Con trai: diễn viên Lý Hùng - đạo diễn phim, doanh nhân Lý Sơn (Lý Điền Sơn)
- Con gái: diễn viên Lý Hương, doanh nhân Lý Thanh, doanh nhân Lý Nga, ca sĩ Lý Hồng